# Christer Foghagen
Christer Carl Fredrik Foghagen, född 21 november 1972 i Ryssby församling i Kalmar län, är en svensk turismvetare och poet. 
Foghagen är universitetsadjunkt i turismvetenskap vid Linnéuniversitetet. Foghagen har avlagt filosofie licentiatexamen vid Karlstads universitet och är legitimerad gymnasielärare i naturvetenskapliga ämnen. Han har utgivit diktsamlingar på eget förlag.